# Камакуан (река)
Камакуа́н (порт. Rio Camaquã) — река в штате Риу-Гранди-ду-Сул на крайнем юге Бразилии, впадает в лагунное озеро Патус.
Длина реки составляет 390 км. Водосборный бассейн реки площадью 21 657 км² частично или полностью занимает территорию 28 муниципалитетов; по состоянию на 2020 год, в его пределах проживало 245 646 человек.
Начинается на высоте 300 м над уровнем моря около Баже. В основном течёт на восток. Около устья Камакуан поворачивает на юго-восток и, распадаясь на рукава, впадает в бухту Барра-Фунда на юго-западе Патуса около Сан-Лоренсу-ду-Сул.